# Аеро (списание)
„Аеро“ е българско месечно списание, посветено на авиацията. Първият брой на списанието излиза на 21 юли 2008 г.
Списанието отразява събития свързани с военната, гражданска, спортна и любителска авиация, както и засяга теми от историята на българската авиация. Издател е „Аеропрес БГ“ ООД.